# Hilcorp Energy
Hilcorp Energy est un groupe pétrolier et gazier américain indépendant fondé en 1989, dirigé par Jeffery Hildebrand et dont le siège social est à Houston.

## Implantations
Basé au Texas, le groupe déploie également ses activités en Louisiane et en Alaska, comme dans les Rocheuses et dans le nord-est du territoire américain.

## Histoire
Le groupe est fondé en 1989 par le milliardaire Jeffery Hildebrand, qui est également le président du groupe.
Le plan quinquennal « Dream 2015 », lancé en 2011, vise à doubler la production pétrolière ainsi que la valeur de l'entreprise. Réalisé en avril 2015, il a entraîné le versement d'une prime de 100 000 dollars à chacun de ses 1 400 employés.
En août 2019, BP annonce la vente de ses activités en Alaska, qui regroupe 1 600 salariés, pour 5,6 milliards de dollars à Hilcorp Energy.

## Controverses

### Accident industriel de Milne Point en Alaska
Une agence fédérale de l'Alaska condamne en mars 2017 Hilcorp Alaska à une amende de 200 000 dollars en raison de négligences ayant conduit à un accident industriel sur le champ pétrolier de Milne Point en 2015.

### Fuites d'hydrocarbures
Plusieurs fuites de gaz ou de pétrole ont affecté des installations appartenant à Hilcorp Energy, en Louisiane, et en Alaska à Cook Inlet.

### Fracturation hydraulique et séismes
Plusieurs tremblements de terre ayant eu lieu en Pennsylvanie en 2016 dans le Comté de Lawrence sont attribués à l'usage de la technique de la fracturation hydraulique par l'entreprise.